# Orden de la Estrella Roja
Orden de la Estrella Roja (en ruso: Орден Краснoй Звезды) fue una condecoración civil y militar de la Unión Soviética. Establecida por decreto del Presídium del Sóviet Supremo de la Unión Soviética del 6 de abril de 1930 pero su estatuto solo se definió en el decreto del Presídium del Sóviet Supremo de la URSS del 5 de mayo de 1930. Dicho estatuto fue modificado por decretos del Presídium del Sóviet Supremo de la URSS de 7 de mayo de 1936, de 19 de junio de 1943, de 26 de febrero de 1946, de 15 de octubre de 1947, de 16 de diciembre de 1947, y por Decreto No 1803-X de 28 de marzo de 1980.
El primer galardonado fue el Mariscal de la Unión Soviética Vasili Blücher en septiembre de 1930. La Orden de la Estrella Roja fue una de las condecoraciones militares más comunes durante la Gran Guerra Patria, con más de tres millones. 

## Estatuto
El estatuto de la Orden de la Estrella Roja ha sufrido muchos cambios a lo largo de su historia
La Orden de la Estrella Roja se estableció para recompensar los grandes servicios en la defensa de la URSS, tanto en tiempos de guerra como en tiempos de paz, para garantizar la seguridad del estado.
La Orden de la Estrella Roja fue otorgada a:
- Militares del Ejército Soviético, la armada, tropas fronterizas e internas, empleados del Comité de Seguridad del Estado de la URSS (NKVD), así como soldados rasos y comandantes de órganos de asuntos internos;
- Unidades militares, buques de guerra, formaciones y asociaciones, empresas, instituciones y organizaciones de todo tipo.

- Los militares de estados extranjeros aliados de la Unión Soviética también podían recibir la Orden de la Estrella Roja.[6]

Se llevó a cabo la adjudicación de la Orden de la Estrella Roja:    
- Por su coraje y valentía personales en las batallas, excelente organización y hábil liderazgo de las operaciones militares que contribuyeron al éxito de las tropas soviéticas;
- Para operaciones militares exitosas de unidades y formaciones militares, como resultado de las cuales el enemigo sufrió daños significativos;
- Por méritos en garantizar la seguridad del Estado y la inviolabilidad de la frontera estatal de la URSS;
- Por la valentía y el coraje demostrados en el desempeño de funciones militares u oficiales, en condiciones asociadas al riesgo para la vida;
- Por el desempeño ejemplar de asignaciones especiales de mando y otras hazañas realizadas en tiempos de paz;
- Por sus grandes servicios en el mantenimiento de una alta preparación para el combate de las tropas, excelente desempeño en combate y entrenamiento político, dominio de nuevos equipos militares y otros servicios para fortalecer el poder de defensa de la URSS;
- Por méritos en el desarrollo de la ciencia y tecnología militar, formación de personal de las Fuerzas Armadas de la URSS;
- Por servicios de fortalecimiento de la capacidad de defensa de los estados de la comunidad socialista.[6]

La concesión de la Orden de la Estrella Roja se realizaba a propuesta del Ministerio de Defensa de la URSS, el Ministerio del Interior de la URSS y la KGB.
La Orden de la Estrella Roja se lleva en el lado derecho del pecho y en presencia de otras órdenes de la URSS, se coloca inmediatamente después de la Orden de la Guerra Patria de 2.º grado. Hasta el verano de 1943, se llevaba en el lado izquierdo del pecho. Si se usa en presencia de órdenes o medallas de la Federación de Rusia, estas últimas tienen prioridad.

## Premio por servicio prolongado
La Orden de la Estrella Roja también se usó como un premio por servicio prolongado desde 1944 hasta 1958 para conmemorar quince años de servicio en el ejército, la seguridad estatal o la policía. El decreto del Presídium del Sóviet Supremo de la Unión Soviética del 14 de septiembre de 1957 enfatizó la devaluación de ciertas altas órdenes militares soviéticas utilizadas como premios de servicio prolongado en lugar de sus criterios originalmente previstos. Esto condujo al decreto conjunto del 25 de enero de 1958 de los Ministros de Defensa, de Asuntos Internos y del Presidente del Comité de Seguridad del Estado de la URSS por el que se estableció la Medalla por servicio impecable que puso fin a dicha práctica.

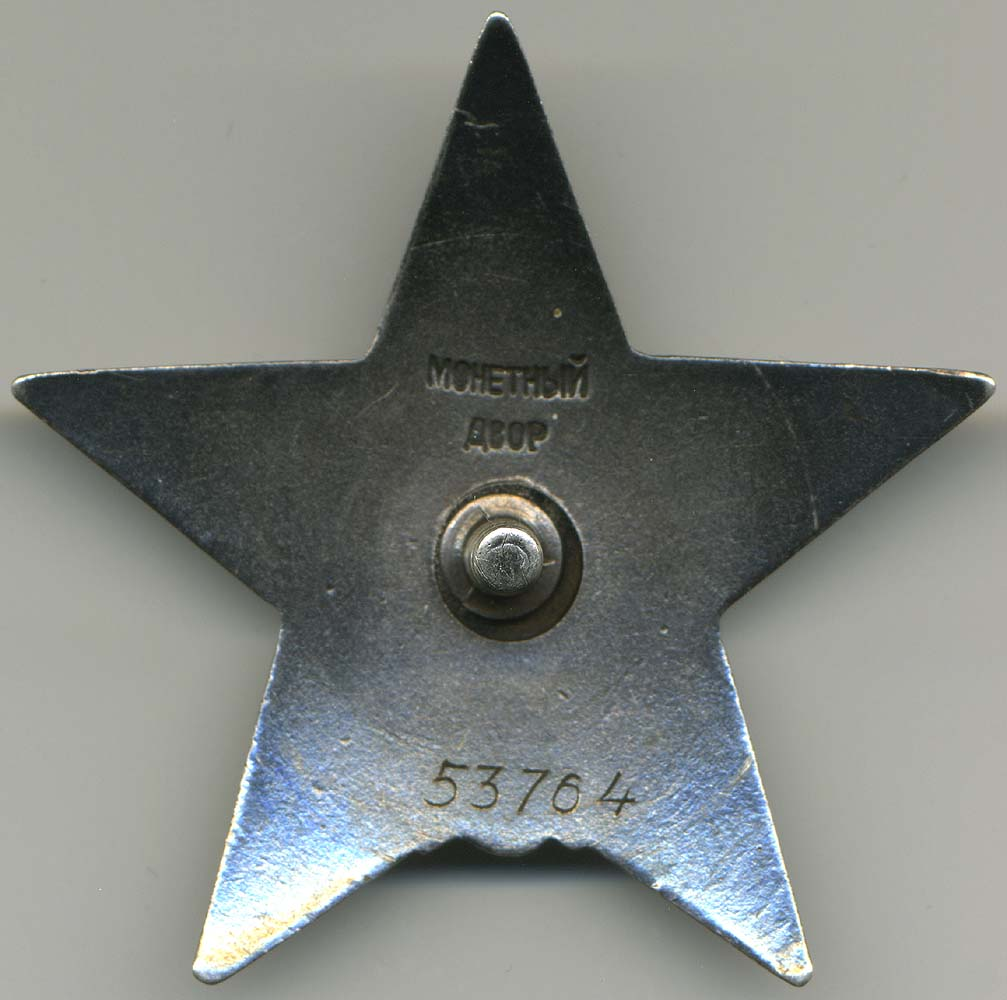
Reverso de la Orden de la Estrella Roja

## Descripción
La Orden de la Estrella Roja es una estrella de cinco puntas cubierta con esmalte rojo rubí. 
En medio de la orden hay un escudo que representa la figura de un soldado del Ejército Rojo con un abrigo y una Budiónovka con un rifle en las manos. A lo largo del borde del escudo hay una inscripción "¡¡Proletarios de todos los países, uníos!!" (en ruso: «Пролетарии всех стран, соединяйтесь!»), En la parte inferior del borde, la inscripción «URSS» (en ruso: «СССР»). Debajo del escudo hay una imagen de una hoz y un martillo. El escudo, la imagen de un soldado del Ejército Rojo, la inscripción, la hoz y el martillo, así como los bordes de la estrella están oxidados.
El reverso, por lo demás simple, tenía la marca del fabricante y el número de serie del premio. La Orden se fija a la ropa mediante un perno roscado y un tornillo de fijación.
La Orden de la Estrella Roja está hecha de plata. Contenido de plata 27.162 ± 1.389 g (al 18 de septiembre de 1975). El peso total del pedido es de 33,250 ± 1,620 g.  
El tamaño de la medalla entre los picos opuestos de la estrella es de 47-50 mm (dependiendo del año de emisión). La distancia desde el centro hasta la parte superior de cualquiera de los cinco rayos de esmalte de la estrella es de 26-27 mm. 
La cinta del pasador es de muaré de seda burdeos con una raya longitudinal gris azulada en el medio. El ancho de la cinta es de 24 mm, el ancho de la tira es de 5 mm.